# William Schley
William Schley, född 10 december 1786 i Frederick i Maryland, död 20 november 1858 i Richmond County i Georgia, var en amerikansk demokratisk politiker. Han var ledamot av USA:s representanthus 1833–1835 och Georgias guvernör 1835–1837.
Schley studerade juridik och inledde 1812 sin karriär som advokat i Augusta i Georgia. Han tjänstgjorde som domare 1825–1828 och tillträdde 1833 som ledamot av USA:s representanthus. År 1835 efterträdde han Wilson Lumpkin som Georgias guvernör och efterträddes 1837 av George Rockingham Gilmer.
Efter tiden som guvernör var Schley verksam som affärsman. Han avled 1858 och gravsattes på en familjekyrkogård. Schley County har uppkallats efter William Schley.